# Wang Manyu
Wang Manyu (chinesisch 王曼昱, Pinyin Wáng Mànyù; * 9. Februar 1999 in Qiqihar) ist eine chinesische Tischtennisspielerin. Sie wurde 2021 Weltmeisterin im Einzel und Doppel.

## Werdegang
Ihre ersten internationalen Auftritte hatte Wang 2012. 2013 nahm sie zum ersten Mal an der Jugend-Weltmeisterschaft teil, wo sie im Einzel ins Halbfinale kam und im Doppel Silber gewann. Bei den nächsten zwei Weltmeisterschaften holte sie jeweils Gold im Einzel und mit dem Team und je einmal Gold im Doppel und Mixed. Im Erwachsenenbereich trat sie das erste Mal bei den Korea Open 2014 an, wo sie den Doppelwettbewerb gewann. In der Weltrangliste stieß sie in diesem Jahr in die Top 100 vor.
2017 nahm ihre internationale Aktivität stark zu. Bei der Asienmeisterschaft kam sie im Mixed ins Halbfinale und gewann im Doppel mit Chen Ke Silber, auf der World Tour gelangen ihr zahlreiche Medaillenplatzierungen, und sie gewann mit den Austrian Open ihre erste World-Tour-Goldmedaille im Einzel. Im November erreichte sie damit im Alter von 18 Jahren Platz 10 der Weltrangliste, bei der Jugend-Weltmeisterschaft gewann sie im Mixed und im Team Gold und im Einzel und Doppel Silber. 2018 nahm sie an ihrer ersten Weltmeisterschaft teil und gewann Gold mit der Mannschaft, zudem rückte sie nach weiteren Erfolgen auf der World Tour auf Weltranglistenplatz 2 vor und gewann im August die Asienspiele. Bei den Asienspielen gewann sie zudem Gold mit der Mannschaft. 2019 wurde sie im Doppel mit Sun Yingsha Weltmeisterin und kam im Einzel ins Halbfinale. Bei den Grand Finals holte sie nach einer Finalniederlage gegen Chen Meng Silber, im Doppel scheiterten sie und Sun Yingsha im Halbfinale an Miyuu Kihara und Miyu Nagasaki.
2020 gewann sie Silber bei den ITTF Finals, im Jahr darauf wurde sie sowohl im Einzel als auch im Doppel chinesische und dann Weltmeisterin. 2022 holte sie beim ersten Grand-Smash-Turnier in Singapur Silber im Einzel und Gold im Doppel. Ihre WM-Titel konnte sie 2023 nicht verteidigen, im Einzel schied sie im Viertelfinale und im Doppel im Halbfinale aus. Dafür holte sie im September 2023 in beiden Disziplinen sowie im Team Gold bei der Asienmeisterschaft.
Bei den Olympischen Spielen 2024 in Paris gewann Wang Manyu die Goldmedaille mit dem Team, bei den WTT Finals Ende des Jahres holte sie den Titel im Einzel.

## Turnierergebnisse
Nennung von Ergebnissen der World Tour/Challenge Series nur bei mindestens einem Medaillengewinn.
| Verband | Veranstaltung                   | Jahr | Ort               | Land | Einzel        | Doppel        | Mixed         | Team |
| ------- | ------------------------------- | ---- | ----------------- | ---- | ------------- | ------------- | ------------- | ---- |
| CHN     | Asienmeisterschaft              | 2023 | Pyeongchang       | KOR  | Gold          | Gold          |               | Gold |
| CHN     | Asienmeisterschaft              | 2019 | Yogyakarta        | IDN  | Viertelfinale | Silber        |               | Gold |
| CHN     | Asienmeisterschaft              | 2017 | Wuxi              | CHN  |               | Silber        | Halbfinale    |      |
| CHN     | Jugend-Asienmeisterschaft       | 2015 | Kuala Lumpur      | MAS  | Halbfinale    |               |               | Gold |
| CHN     | Jugend-Asienmeisterschaft       | 2014 | Mumbai            | IND  | Silber        |               |               | Gold |
| CHN     | Asienspiele                     | 2022 | Hangzhou          | CHN  |               | Viertelfinale |               | Gold |
| CHN     | Asienspiele                     | 2018 | Jakarta           | IDN  | Gold          |               | Silber        | Gold |
| CHN     | Olympische Spiele               | 2024 | Paris             | FRA  |               |               |               | Gold |
| CHN     | Grand Smash                     | 2025 | Las Vegas         | USA  | Achtelfinale  | Silber        |               |      |
| CHN     | Grand Smash                     | 2025 | Singapur          | SGP  | Achtelfinale  | Gold          |               |      |
| CHN     | Grand Smash                     | 2024 | Peking            | CHN  | Silber        | Achtelfinale  |               |      |
| CHN     | Grand Smash                     | 2024 | Dschidda          | KSA  | letzte 32     | Gold          |               |      |
| CHN     | Grand Smash                     | 2024 | Singapur          | SGP  | Gold          | Gold          |               |      |
| CHN     | Grand Smash                     | 2023 | Singapur          | SGP  | Halbfinale    | Gold          | Halbfinale    |      |
| CHN     | Grand Smash                     | 2022 | Singapur          | SGP  | Silber        | Gold          |               |      |
| CHN     | WTT Series (Champions)          | 2025 | Chongqing         | CHN  | Halbfinale    |               |               |      |
| CHN     | WTT Series (Champions)          | 2024 | Frankfurt am Main | GER  | Gold          |               |               |      |
| CHN     | WTT Series (Champions)          | 2024 | Macau             | MAC  | Halbfinale    |               |               |      |
| CHN     | WTT Series (Champions)          | 2024 | Chongqing         | CHN  | Silber        |               |               |      |
| CHN     | WTT Series (Contender)          | 2024 | Taiyuan           | CHN  |               | Halbfinale    |               |      |
| CHN     | WTT Series (Champions)          | 2024 | Incheon           | KOR  | Silber        |               |               |      |
| CHN     | WTT Series (Contender)          | 2024 | Doha              | QAT  |               |               | Silber        |      |
| CHN     | WTT Series (Star Contender)     | 2024 | Doha              | QAT  | Halbfinale    | Halbfinale    | Viertelfinale |      |
| CHN     | WTT Series (Contender)          | 2023 | Taiyuan           | CHN  | Gold          |               | Halbfinale    |      |
| CHN     | WTT Series (Champions)          | 2023 | Frankfurt am Main | GER  | Silber        |               |               |      |
| CHN     | WTT Series (Star Contender)     | 2023 | Lanzhou           | CHN  | Halbfinale    | Gold          | Viertelfinale |      |
| CHN     | WTT Series (Star Contender)     | 2023 | Ljubljana         | SLO  | Halbfinale    | Viertelfinale |               |      |
| CHN     | WTT Series (Champions)          | 2023 | Macau             | MAC  | Gold          |               |               |      |
| CHN     | WTT Series (Champions)          | 2022 | Budapest          | HUN  | Gold          |               |               |      |
| CHN     | WTT Series (Star Contender)     | 2022 | Budapest          | HUN  | Halbfinale    | Gold          | Gold          |      |
| CHN     | ITTF World Tour                 | 2020 | Doha              | QAT  | Halbfinale    | Gold          |               |      |
| CHN     | ITTF World Tour                 | 2020 | Magdeburg         | GER  | Halbfinale    | Gold          |               |      |
| CHN     | ITTF World Tour                 | 2019 | Bremen            | GER  | Viertelfinale | Viertelfinale | Silber        |      |
| CHN     | ITTF World Tour                 | 2019 | Stockholm         | SWE  | Viertelfinale | Viertelfinale | Halbfinale    |      |
| CHN     | ITTF World Tour                 | 2019 | Geelong           | AUS  | letzte 32     | Gold          |               |      |
| CHN     | ITTF World Tour                 | 2019 | Busan             | KOR  | Halbfinale    | Gold          |               |      |
| CHN     | ITTF World Tour                 | 2019 | Sapporo           | JPN  | Viertelfinale | Silber        |               |      |
| CHN     | ITTF World Tour                 | 2019 | Shenzhen          | CHN  | Silber        | Silber        |               |      |
| CHN     | ITTF World Tour                 | 2019 | Doha              | QAT  | Gold          | Gold          |               |      |
| CHN     | ITTF World Tour                 | 2019 | Budapest          | HUN  | Halbfinale    | Gold          |               |      |
| CHN     | ITTF World Tour                 | 2018 | Linz              | AUT  | Silber        |               |               |      |
| CHN     | ITTF World Tour                 | 2018 | Stockholm         | SWE  | Viertelfinale | Halbfinale    |               |      |
| CHN     | ITTF World Tour                 | 2018 | Daejeon           | KOR  | Viertelfinale | Silber        | Viertelfinale |      |
| CHN     | ITTF World Tour                 | 2018 | Kitakyūshū        | JPN  | Silber        | Silber        | Achtelfinale  |      |
| CHN     | ITTF World Tour                 | 2018 | Shenzhen          | CHN  | Gold          |               | Viertelfinale |      |
| CHN     | ITTF World Tour                 | 2018 | Hongkong          | HKG  | Gold          | Silber        |               |      |
| CHN     | ITTF World Tour                 | 2018 | Doha              | QAT  | Silber        | Gold          |               |      |
| CHN     | ITTF World Tour                 | 2018 | Budapest          | HUN  | Gold          | Silber        |               |      |
| CHN     | ITTF World Tour                 | 2017 | Linz              | AUT  | Gold          | Viertelfinale |               |      |
| CHN     | ITTF World Tour                 | 2017 | Doha              | QAT  | Silber        | Gold          |               |      |
| CHN     | ITTF World Tour                 | 2017 | Tokio             | JPN  | Halbfinale    | Viertelfinale |               |      |
| CHN     | ITTF World Tour                 | 2017 | Gold Coast        | AUS  | Silber        | Silber        |               |      |
| CHN     | ITTF World Tour                 | 2014 | Incheon           | KOR  | Viertelfinale | Gold          |               |      |
| CHN     | WTT Finals                      | 2024 | Fukuoka           | JPN  | Gold          |               |               |      |
| CHN     | WTT Finals                      | 2023 | Nagoya            | JPN  | Viertelfinale | Gold          |               |      |
| CHN     | WTT Cup Finals                  | 2022 | Xinxiang          | CHN  | Halbfinale    |               |               |      |
| CHN     | WTT Cup Finals                  | 2021 | Singapur          | SGP  | Achtelfinale  |               |               |      |
| CHN     | ITTF Finals                     | 2020 | Zhengzhou         | CHN  | Silber        |               |               |      |
| CHN     | ITTF World Tour Grand Finals    | 2019 | Zhengzhou         | CHN  | Silber        | Halbfinale    |               |      |
| CHN     | ITTF World Tour Grand Finals    | 2018 | Incheon           | KOR  | Viertelfinale | Halbfinale    |               |      |
| CHN     | ITTF World Tour Grand Finals    | 2017 | Astana            | KAZ  | Viertelfinale |               |               |      |
| CHN     | Weltmeisterschaft               | 2025 | Doha              | QAT  | Silber        | Gold          |               |      |
| CHN     | Weltmeisterschaft               | 2024 | Busan             | KOR  |               |               |               | Gold |
| CHN     | Weltmeisterschaft               | 2023 | Durban            | RSA  | Viertelfinale | Halbfinale    |               |      |
| CHN     | Weltmeisterschaft               | 2022 | Chengdu           | CHN  |               |               |               | Gold |
| CHN     | Weltmeisterschaft               | 2021 | Houston           | USA  | Gold          | Gold          | Achtelfinale  |      |
| CHN     | Weltmeisterschaft               | 2019 | Budapest          | HUN  | Halbfinale    | Gold          |               |      |
| CHN     | Weltmeisterschaft               | 2018 | Halmstad          | SWE  |               |               |               | Gold |
| CHN     | Jugend-Weltmeisterschaft        | 2017 | Riva del Garda    | ITA  | Silber        | Silber        | Gold          | Gold |
| CHN     | Jugend-Weltmeisterschaft        | 2015 | Vendée            | FRA  | Gold          | Gold          | Halbfinale    | Gold |
| CHN     | Jugend-Weltmeisterschaft        | 2014 | Shanghai          | CHN  | Gold          | Viertelfinale | Gold          | Gold |
| CHN     | Jugend-Weltmeisterschaft        | 2013 | Rabat             | MAR  | Halbfinale    | Silber        | Achtelfinale  |      |
| CHN     | World Team Cup                  | 2019 | Tokio             | JPN  |               |               |               | Gold |
| CHN     | World Team Cup                  | 2018 | London            | ENG  |               |               |               | Gold |
| CHN     | World Cup                       | 2025 | Macau             | MAC  | Viertelfinale |               |               |      |
| CHN     | World Cup                       | 2024 | Macau             | MAC  | Silber        |               |               |      |
| CHN     | World Junior Circuit            | 2014 | Hongkong          | HKG  | Gold          | Gold          |               |      |
| CHN     | World Junior Circuit (Kadetten) | 2013 | Chengdu           | CHN  | Gold          |               |               |      |
| CHN     | World Junior Circuit (Junioren) | 2013 | Chengdu           | CHN  | Gold          | Silber        |               |      |
| CHN     | World Junior Circuit            | 2012 | Chengdu           | CHN  | Halbfinale    | Silber        |               |      |